# Aeroportul Izmir Adnan Menderes
Aeroportul Izmir Adnan Menderes (în turcă İzmir Adnan Menderes Havalimanı) (IATA: ADB, ICAO: LTBJ) este un aeroport din Gaziemir⁠(d), Provincia İzmir, Turcia ce deservește zona İzmir. Aeroportul a fost tranzitat în 2022 de 9.837.110 pasageri. A fost deschis în 17 noiembrie 1987 și numit după Adnan Menderes.
Situat la o altitudine de 125 m, aeroportul dispune de 2 piste și ocupă o suprafață de 8.230.945 m². Este operat de TAV Airports Holding⁠(d).

## Infrastructură

### Piste
Aeroportul dispune de 2 piste. Pista 16R/34L are suprafața de beton și dimensiunile 3.240 m × 45 m. Pista 16L/34R are suprafața de Bitum și dimensiunile 3.240 m × 45 m. 